# Gregory Peck
Gregory Peck (La Jolla, 5. travnja 1916. – Los Angeles, 12. lipnja 2003.), američki filmski glumac. Bio je jedan od najpopularnijih filmskih zvijezda studija 20th Century Fox, od četrdesetih do šezdesetih, a nastupao je sve do devedesetih. Jedna od njegovih najpoznatijih uloga bila je ona Atticusa Fincha u filmskoj verziji Ubiti pticu rugalicu iz 1963., za koju je dobio Oscara. Predsjednik Lyndon Johnson dodijelio mu je Predsjedničko odličje slobode 1969. za njegov humanitarni rad. 1999. ga je Američki filmski institut proglasio 12. najvećom muškom filmskom zvijezdom svih vremena.

## Životopis

### Rani Život
Peck je rođen kao Eldred Gregory Peck u San Diegu, Kalifornija, kao sin Gregoryja Pearla Pecka, kemičara i farmaceuta, i Bernice Mae Ayres, rođene u Missouriju. Peckov otac bio je  katolik, dok se njegova majka obratila na katolicizam kad se udala. Peckova baka s očeve strane, Catherine Ashe, rodom iz  Irske, bila je u rodbinskoj vezi s irskim patriotom Thomasom Asheom, koji je sudjelovao u Uskrsnom ustanku koji se odvijao malo manje od tri tjedna nakon Peckova rođenja, a umro je u štrajku glađu 1917. Unatoč tome što su bili striktni katolici, Peckovi roditelji su se razveli kad mu je bilo pet godina, a njega je odgojila baka.
Peck je poslan u rimokatoličku vojnu školu u Los Angelesu kad mu je bilo 10 godina, a nakon toga u srednju školu u San Diegu. Kad je maturirao, upisao se na sveučilište San Diega kako bi popravio ocjene da bi upisao koledž po svom izboru, Berkeley. Ubrzo se zaposlio kao vozač kamiona u poduzeću koje se proizvodnjom ulja. 1936. se upisao na Berkeley. Kako je bio visok i snažan, odlučio je veslati za sveučilišnu ekipu. Primijetio ga je učitelj glume i pomislio kako bi bio savršen za njegovu predstavu. Počeo se zanimati za glumu, a angažirao ga je Edwin Duerr, ravnatelj školskog kazališta. Na završnoj godini se pojavio u pet predstava. Iako mu je školarina bila samo 26 dolara godišnje, Peck se i dalje borio kako bi platio, pa je morao raditi za sestrinstvo Alpha Gamma Delta kao kuhinjski pomoćnik u zamjenu za obroke. Peck će kasnije reći o Berkeleyju "da je to bilo posebno iskustvo za mene i tri najbolje godine mog života. Probudilo me i učinilo od mene čovjeka." 1997. je donirao 25 tisuća dolara veslačkoj ekipi Berkeleyja u čast svojeg trenera, Kyja Ebrighta.
Nakon što je diplomirao engleski jezik na Berkelyju, Peck je izbacio ime "Eldred" i pošao u New York kako bi studirao u glumačkoj školi Neighborhood Playhouse. Često je ostajao bez novca i spavao u Central Parku.
Debitirao je na Broadwayu u komadu Emlyna Williamsa, The Morning Star 1942. Druga izvedba bila je u predstavi The Willow and I s Edwardom Pawleyjem. Izbjegao je vojnu službu u  Drugom svjetskom ratu zbog ozljede leđa koju je zadobio dok je trenirao ples s Marthom Graham. Studio 20th Century Fox tvrdio je kako se ozlijedio dok je veslao na sveučilištu, ali Peck je rekao, "U Hollywoodu su valjda mislili kako ples nije bio dovoljno mačo. Godinama sam pokušavao ispraviti tu priču."

### Karijera
Peckov prvi film, Dani slave, objavljen je 1944. Iako su mnogi kritičari opisali Peckovu glumu kao drvenu, pet je puta bio nominiran za Oscara, od čega su četiri nominacije došle u prvih pet godina njegove filmske karijere: za  Ključeve kraljevstva (1944.), Proljeće života (1946.), Džentlmenski sporazum (1947.) i Polijetanje usred dana (1949.).
Svaki od ovih filmova je predstavio jednu od Peckovih osobina. Ključevi kraljevstva naglasili su njegovo dostojanstveno držanje. Kao farmer Penny Barker u Proljeću života njegovu dobroćudnu srdačnost i naklonost prema likovima svog sina i supruge. Dvoboj na suncu (1946.) pokazao ga je prvi put kao negativca, okrutnog i pohotnog revolveraša. Džentlmenski sporazum pokazao je njegovu "društvenu svijest" u filmu koji je prikazao duboko ukorijenjeni, ali potajni antisemitizam u korporativnoj Americi sredinom stoljeća. Polijetanje usred dana je bio prvi od mnogih uspješnih ratnih filmova u kojima je Peck utjelovio hrabrog, sposobnog, ali humanog borca.
Među njegovim popularnim filmovima bili su  Moby Dick (1956.), Na plaži (1959.), koji je prikazao strahote nuklearnog rata, Topovi s Navaronea (1961.) i Praznik u Rimu (1953.), s Audrey Hepburn u njezinom filmskom debiju za koji je dobila Oscara. Peck i Hepburn ostali su dobri prijatelji do njezine smrti; Peck ju je čak upoznao s njezinim prvim mužem, Melom Ferrerom.
Peck je osvojio Oscara za svoju petu nominaciju, igrajući Atticusa Fincha, odvjetnika iz vremena  Velike depresije i samohranog oca, u filmskoj adaptaciji romana Harpera Leeja, Ubiti pticu rugalicu. Objavljen 1962. tijekom jačanja američkog pokreta za građanska prava na Jugu, bio je to Peckov najdraži film i uloga.
1949. je u svojem rodnom mjestu osnovao kazalište La Jolla Playhouse, zajedno sa svojim prijateljima Joseom Ferrerom i Dorothy McGuire. Ovo mjesno kazalište radi i danas, u sklopu kalifornijskog sveučilišta u San Diegu. Od samog početka je privlačilo holivudske zvijezde, bilo kao protagoniste ili gledatelje.
1967. je obnašao dužnost predsjednika Akademije fimskih umjetnosti i znanosti. Od 1967. do 1969. je bio predsjedatelj Odbora upravitelja Američkog filmskog instituta, 1971. predsjedatelj Filmskog i televizijskog fonda, a 1966. predsjedatelj Američkog udruženja oboljelih od raka.
Iako dobro poznat, nije bio imun na kritike. Pauline Kael opisala ga je kao "sposobnog, ali uvijek pomalo dosadnog". I najveći su obožavatelji priznali ukočenost u nekim ulogama. Ipak, ove kvalitete bile su nepohodne da stekne status ikone, a vjerojatno je i on to znao. Njegovi kasniji pokušaji da igra negativce nisu dobro prošli kod kritike.
Kako je bio fizički snažan, bio je poznat po tome da sam igra svoje scene borbe, rijetko koristeći dublere. Zapravo, Robert Mitchum, njegov filmski partner u Rtu straha, često je govorio da ga je Peck slučajno udario tijekom završne scene borbe u filmu. Rekao je kako je danima osjećao posljedice te dodao "Ne žalim nikoga toliko glupog da započne tuču s njim."

### Kasniji rad
U osamdesetima se preselio na televiziju, gdje je nastupao u mini-serijama The Blue and the Gray, glumeći  Abrahama Lincolna. Nastupio je i s Barbarom Bouchet u televizijskom filmu The Scarlet and The Black, o stvarnom rimokatoličkom svećeniku u Vatikanu koji je krijumčario Židove i druge izbjeglice od  nacista tijekom  Drugog svjetskog rata.
Peck se umirovio 1991. Kao i Cary Grant prije njega, Peck je proveo nekoliko zadnjih godina na putovanju oko svijeta na kojima je izvodio isječke iz svojih filmova, podsjećao se na uspomene i odgovarao na pitanja iz publike.
Vratio se kako bi nastupio u remakeu jednog od svojih najpoznatijih filmova,  Moby Dick (1998.), portretirajući "Oca Mapplea" (kojeg je 1956. glumio Orson Welles), s  Patrickom Stewartom u ulozi Kapetana Ahaba, kojeg je 1956. glumio Peck.

### Politika
1947., dok su mnoge osobe iz Hollywooda završavale na crnim listama zbog sličnih aktivnosti, napisao je pismo Odboru za neameričke aktivnosti u kojem je izrazio neodobravanje istraga navodnih  komunista u filmskoj industriji.
Predsjednik Richard Nixon stavio je Pecka na svoj popis neprijatelja zbog njegova liberalnog aktivizma. Peck je uvijek bio ponosan zbog te činjenice, ali je zbog Nixonova popisa izgubio ugovor za pet filmova.
Kao dugogodišnji simpatizer Demokratske stranke, Peck je 1970. predložen kao mogući demokratski kandidat za guvernera  Kalifornije, dok je s druge strane bio Ronald Reagan. Peck je ohrabrio jednog od svojih sinova, Careyja Pecka, da se kandidira za političku funkciju. Carey je dva puta poražen kad se natjecao za Kongres, 1978. i 1980., od strane republikanskog kandidata Roberta K. Domana, oba puta malom razlikom.
U intervjuu za  irske medije, Peck je otkrio da mu je bivši predsjednik Lyndon Johnson rekao, da se ponovno kandidirao, da je namjeravao ponuditi mu mjesto veleposlanika u Irskoj - mjesto koje bi Peck, zbog svojeg irskog podrijetla, možda prihvatio, rekavši "mogla je to biti velika pustolovina."
Bio je protivnik  Vijetnamskog rata, dok je podržavao svog sina, Stephena, koji se borio tamo. 1972. je Peck producirao filmsku verziju kazališnog komada Daniela Berrigana The Trial of the Catonsville Nine o progonu grupe vijetnamskih prosvjednika zbog građanske neposlušnosti. Iako isprva nije htio portretirati kontroverznog generala  Douglasa MacArthura na filmu, 1977. je to ipak učinio, nakon čega se divio generalu.

### Privatni život
Peck je posjedovao čistokrvnog trkaćeg konja Different Class koji se utrkivao u  Engleskoj. Konj je bio favorit utrke Grand National 1968., ali je završio na trećem mjestu. Peck je bio dobar prijatelj s francuskim predsjednikom  Jacquesom Chiracom.
U listopadu 1943. Peck se oženio s Gretom Kukkonen, s kojom je dobio tri sina. Greta je odlikovana Ružom Finske, što je ekvivalent Medalji slobode. Razveli su se 30. prosinca 1955., a ostali su u dobrim odnosima kao roditelji. Njihovi sinovi su Jonathan, Stephen i Carey Peck. Jonathan Peck, televizijski novinar, počinio je samoubojstvo 1975. Stephen Peck je aktivan u potpori američkih veterana iz Vijetnamskog rata, a Stephenova prva žena Kimi Peck je afirmirana scenaristica. Gregory je podupirao Careyjeve političke ambicije kad se natjecao za Kongres. Careyjeva žena, Lita Albuquerque, je poznata umjetnica.
31. prosinca 1955. se oženio sa svojom drugom suprugom, Veronique Passani, pariškom novinarkom koja ga je intervjuirala 1953. prije nego što je otišao u  Italiju snimati Praznik u Rimu. Pozvao ju je na ručak šest mjeseci poslije te su postali nerazdvojni. Dobili su sina Anthonyja Pecka i kćer Ceciliju Peck.

### Smrt
Početkom 2003. Pecku je ponuđena uloga djeda Joea u filmu Charlie i tvornica čokolade. Rekao je kako je to ozbiljno razmatrao. Htio je glumiti djeda Joea, ali je umro prije nego što je prihvatio.
Umro je 12. lipnja 2003. u snu od kardiorespiratornog aresta, i upale pluća u dobi od 87 godina u Los Angelesu. Njegova žena, s kojom je bio 48 godina, bila je uz njega. Peck je pokopan u mauzoleju katedrale u Los Angelesu, Kalifornija.

## Izabrana filmografija
- Dani slave (1944.)
- Ključevi kraljevstva (1944.)
- Začarana (1945.)
- Proljeće života (1946.)
- Dvoboj na suncu (1946.)
- Džentlmenski sporazum (1947.)
- Slučaj Paradine (1947.)
- Žuto nebo (1949.)
- Polijetanje usred dana (1949.)
- Revolveraš (1950.)
- Kapetan Horatio Hornblower (1951.)
- David i Bathsheba (1951.)
- Snjegovi Kilimandžara (1952.)
- Praznik u Rimu (1953.)
- Čovjek u sivom odijelu (1956.)
- Moby Dick (1956.)
- Na plaži (1959.)
- Topovi s Navaronea (1961.)
- Rt straha (1962.)
- Kako je osvojen Zapad (1962.)
- Ubiti pticu rugalicu (1962.)
- Arabeska (1966.)
- Predsjedatelj (1969.)
- Slutnja (1976.)
- MacArthur (1977.)
- Momci iz Brazila (1978.)
- Rt straha (1991.)

## Vanjske poveznice
- Gregory Peck u internetskoj bazi filmova IMDb-u (engl.)
- Gregory Peck na Internet Broadway Databaseu (engl.)
- Gregory Peck Online